# Willem Hutschenruijter
Johannes Willem Jacob Hutschenruijter, bijnaam Hutsch, (Rotterdam, 22 september 1863 – Laren (NH), 3 maart 1950) was een Nederlands musicus.
Hij is zoon van muzikant Willem Jacob Hutschenruijter en Johanna Francisca Maassen. Hij was het tweede kind van dat echtpaar met de naam Johannes Willem Jacob; zijn naamgenoot overleed op tweejarige leeftijd op 3 september 1863. Broer Wouter Hutschenruijter was dirigent. Willem Hutschenruijter trouwde in 1894 met de Duitse harpiste Gertrud Winzer. Het echtpaar speelde een dubieuze rol bij de ruzie tussen het Utrechts Stedelijk Orkest en componist Jan van Gilse.
Hij kreeg zijn muziekopleiding van zijn vader maar werd in eerste instantie alleen maar amateurmuzikant. Hij kreeg wel hoornlessen van Eduard Preuss. Hij nam echter in 1889 als tweede hoornist plaats in het toen net opgerichte Concertgebouworkest van Willem Kes. Hij breidde die functie uit met zakelijk directeur (per 1901 opvolger van Willem Stumpff) en directeuradministratie (per 1903). Hij zorgde ervoor dat de commerciële en artistieke takken van het orkest meer gescheiden werden. In het conflict tussen orkestleden en de grillige dirigent Willem Mengelberg in 1904 koos hij partij voor de orkestleden en vertrok. Hij was ook enige tijd hoornist in het Utrechts Stedelijk Orkest onder dirigent/broer Wouter Hutschenruijter. In de tussentijd bekleedde hij ook een aantal bestuursfuncties. Zo was hij vanaf 1898 tot 1908 adjunct-directeur van de Muziekschool der Toonkunst en Conservatorium, voorzitter van de Amsterdamse Toonkunstenaarsvereniging (1894-1901) en  Nederlandse Toonkunstenaarsbond (1904-1909) en redacteur van het muziekblad Toonkunst. Als belangrijk lid van de toonkunstenaarsbond was hij betrokken bij de oprichting van de internationale bond Le confederation internationale des artistes musiciens, waarvoor hij ook toespraken in binnen- en buitenland hield. Hij streed voor vernieuwing binnen het sociale leven in de muziekwereld, onder andere bij zijn brochure Het Beethovenhuis uit 1908, een nimmer opgestart project van hem en Hendrik Petrus Berlage. Hij was redacteur van de uitgaven Muzikale brieven.
Als dank voor zijn werkzaamheden kreeg van een aantal leden van het Concertgebouworkest en het Residentie Orkest een Beethovenets, gemaakt door Antoon Derkinderen, met oorkonde overhandigd.